# سنگ سیاه (شیراز)
سنگ سیاه نام محله‌ای بسیار قدیمی در شیراز است که وجه تسمیه آن بدلیل وجود سنگ سیاه چهار گوشی است که در محوطه آرامگاه سیبویه قرار دارد. از تاریخچه این سنگ اطلاعات دقیقی در دست نیست ولی در گذشته مردم شیراز برای شفا یافتن به این سنگ مراجعه می‌کرده‌اند.
در این محله قدیمی با کوچه‌های تنگ و باریک، همچنان زندگی جریان دارد و عمر برخی از خانه‌های آن به ۱۰۰ سال می‌رسد.